# Acide heptafluorobutyrique
L'acide heptafluorobutyrique ou acide heptafluorobutanoïque (HFBA en anglais) est un composé organofluoré de formule chimique CF3CF2CF2COOH. Il s'agit d'un dérivé fluoré de l'acide butanoïque CH3CH2CH2COOH, obtenu par fluoration électrochimique du fluorure de butanoyle CH3CH2CH2COF.
Outre l'isomère linéaire, il existe un isomère de constitution ramifié du HFBA.
Ce composé possède un certain nombre d'applications de niche en chimie analytique et en chimie de synthèse. Il est utilisé en phase inverse de chromatographie en phase liquide à haute performance (HPLC) ainsi que dans le séquençage, la synthèse et la solubilisation des peptides et des protéines.
Les esters de l'acide heptafluorobutyrique se condensent facilement en raison de leur caractère électrophile. Cette propriété est mise à profit dans la génération de ligands spécialisés pour certains ions métalliques, comme c'est notamment le cas avec l'europium dans l'Eu(fod)3.

## Sécurité
A l'instar de l'acide perfluorooctanoïque, l'acide heptafluorobutyrique s'accumule dans l'environnement ce qui est susceptible de poser un certain nombre de problèmes à terme.